# Tomas Behrend
Pour les articles homonymes, voir Behrend.
Tomas Ugo Behrend, né le 12 décembre 1974 à Porto Alegre, est un joueur de tennis germano-brésilien, professionnel de 1994 à 2008.
Sa première apparition au classement ATP date du 4 juillet 1994, à la 1010e place. Il atteint son meilleur classement le 3 octobre 2005 au 74e rang. Durant sa carrière, il figure dans le top 100 pendant 63 semaines.

## Débuts
Tomas Behrend est né à Porto Alegre au Brésil et grandit à Novo Hamburgo où son père Claudio, un ancien joueur de volleyball, possède une imprimerie. Il commence à jouer au tennis à l'âge de cinq ans et pratique également le football, le handball, le volleyball et la natation avant de se concentrer sur le tennis.
En avril 1992, alors âgé de 17 ans, il déménage en Allemagne d'où sont originaires ses grands-parents, et à partir de 1994 il joue ses premiers tournois Satellite.

## Palmarès

### Finales en double (3)
| No | Date       | Nom et lieu du tournoi      | Catégorie   | Dotation  | Surface      | Vainqueurs                           | Partenaire      | Score      |          |
| -- | ---------- | --------------------------- | ----------- | --------- | ------------ | ------------------------------------ | --------------- | ---------- | -------- |
| 1  | 23-02-2004 | Brasil Open Costa do Sauípe | Int' Series | 355 000 $ | Terre (ext.) | Mariusz Fyrstenberg Marcin Matkowski | Leoš Friedl     | 6-2, 6-2   | Parcours |
| 2  | 23-07-2007 | Austrian Open Kitzbühel     | Series Gold | 732 000 $ | Terre (ext.) | Luis Horna Potito Starace            | Christopher Kas | 7-64, 7-65 | Parcours |
| 3  | 08-10-2007 | BA-CA Tennis Trophy Vienne  | Series Gold | 732 000 $ | Dur (int.)   | Mariusz Fyrstenberg Marcin Matkowski | Christopher Kas | 6-4, 6-2   | Parcours |

## Parcours enGrand Chelem

### En simple
| Année | Open d'Australie | Open d'Australie | Internationaux de France | Internationaux de France | Wimbledon       | Wimbledon   | US Open         | US Open     |
| ----- | ---------------- | ---------------- | ------------------------ | ------------------------ | --------------- | ----------- | --------------- | ----------- |
| 2000  | 2e tour (1/32)   | F. Meligeni      | 1er tour (1/64)          | C. Vinck                 | —               | —           | —               | —           |
| 2001  | 1er tour (1/64)  | T. Johansson     | 1er tour (1/64)          | T. Henman                | —               | —           | —               | —           |
| 2002  | 1er tour (1/64)  | X. Malisse       | 1er tour (1/64)          | I. Kafelnikov            | —               | —           | —               | —           |
| 2003  | —                | —                | 1er tour (1/64)          | W. Ferreira              | 1er tour (1/64) | J. I. Chela | 1er tour (1/64) | T. Berdych  |
| 2004  | 1er tour (1/64)  | J. Melzer        | —                        | —                        | —               | —           | —               | —           |
| 2005  | —                | —                | 2e tour (1/32)           | F. González              | 1er tour (1/64) | G. Coria    | 1er tour (1/64) | J. Björkman |
| 2006  | 1er tour (1/64)  | F. López         | —                        | —                        | —               | —           | —               | —           |

N.B. : à droite du résultat se trouve le nom de l'ultime adversaire.

### En double
| Année | Open d'Australie                | Open d'Australie      | Internationaux de France   | Internationaux de France | Wimbledon               | Wimbledon          | US Open                    | US Open              |
| ----- | ------------------------------- | --------------------- | -------------------------- | ------------------------ | ----------------------- | ------------------ | -------------------------- | -------------------- |
| 2003  | —                               | —                     | —                          | —                        | —                       | —                  | 1er tour (1/32) M. Youzhny | J. Eagle J. Palmer   |
| 2004  | —                               | —                     | —                          | —                        | —                       | —                  | —                          | —                    |
| 2005  | —                               | —                     | —                          | —                        | —                       | —                  | —                          | —                    |
| 2006  | 1er tour (1/32) M. Daniel       | X. Malisse O. Rochus  | —                          | —                        | —                       | —                  | —                          | —                    |
| 2007  | 1er tour (1/32) G. García-López | J. Björkman M. Mirnyi | 1er tour (1/32) C. Kas     | M. Knowles D. Nestor     | 2e tour (1/16) F. Mayer | W. Moodie T. Perry | 1er tour (1/32) F. Mayer   | E. Butorac J. Murray |
| 2008  | —                               | —                     | 1er tour (1/32) T. Cibulec | J. Acasuso S. Prieto     | —                       | —                  | —                          | —                    |

N.B. : le nom du ou de la partenaire se trouve sous le résultat ; le nom des ultimes adversaires se trouve à droite.